# Associazione Calcio Femminile Brescia Femminile 2010-2011
Questa voce raccoglie le informazioni riguardanti l'Associazione Calcio Femminile Brescia Femminile Associazione Sportiva Dilettantistica nelle competizioni ufficiali della stagione 2010-2011.

## Stagione
In Coppa Italia il Brescia entra nel torneo al terzo turno, giocando la partita con il Milan il 13 ottobre 2010, dieci giorni dopo l'iniziale data designata per richiesta della società avendo alcune tesserate impegnate con la nazionale. Il primo incontro è a favore delle bresciane, 5-2 in trasferta a Milano, che le permette di accedere agli ottavi di finale dove trova il Mozzanica che supera per 3-2 nella partita casalinga del 10 novembre, anche questa rinviata causa impegni con la nazionale. Approdato ai quarti di finale il Brescia incontra nella doppia sfida prevista dal regolamento di quest'anno la Torres, con le sassaresi che dopo aver pareggiato a reti inviolate la partita casalinga di andata si impongono con un netto 4-0 in casa bresciana eliminando la formazione lombarda.

## Organigramma societario
Area tecnica
- Allenatore: Nazzarena Grilli
- Allenatore in seconda: Barbara Frontini
- Preparatore dei portieri: Franco Piantoni
- Massofisioterapista: Ivano Catini

## Rosa
Rosa e ruoli tratti dal sito Football.it.
| N. |                   | Ruolo | Calciatrice        |
| -- | ----------------- | ----- | ------------------ |
|    | Italia (bandiera) | P     | Carla Brunozzi     |
|    | Italia (bandiera) | P     | Monica Gamba       |
|    | Italia (bandiera) | P     | Laura Temponi      |
|    | Italia (bandiera) | D     | Chiara Baroni      |
|    | Italia (bandiera) | D     | Roberta D'Adda     |
|    | Italia (bandiera) | D     | Carlotta Fagiolini |
|    | Italia (bandiera) | D     | Viviana Schiavi    |
|    | Italia (bandiera) | D     | Stefania Zanoletti |
|    | Italia (bandiera) | D     | Elisa Zizioli      |
|    | Italia (bandiera) | C     | Lisa Alborghetti   |
|    | Italia (bandiera) | C     | Valentina Boni     |

| N. |                   | Ruolo | Calciatrice       |
| -- | ----------------- | ----- | ----------------- |
|    | Italia (bandiera) | C     | Valentina Cernoia |
|    | Italia (bandiera) | C     | Sara D'Alessio    |
|    | Italia (bandiera) | C     | Giulia Ferrandi   |
|    | Italia (bandiera) | C     | Marcella Gozzi    |
|    | Italia (bandiera) | C     | Laura Loseto      |
|    | Italia (bandiera) | C     | Elisa Paganotti   |
|    | Italia (bandiera) | C     | Venusia Paliotti  |
|    | Italia (bandiera) | C     | Karin Previtali   |
|    | Italia (bandiera) | A     | Rajka Previtali   |
|    | Italia (bandiera) | A     | Deborah Rolfi     |
|    | Italia (bandiera) | A     | Daniela Sabatino  |

## Calciomercato

### Sessione estiva
| Acquisti | Acquisti           | Acquisti         | Acquisti   |
| R.       | Nome               | da               | Modalità   |
| -------- | ------------------ | ---------------- | ---------- |
| P        | Carla Brunozzi     | Bardolino Verona | definitivo |
| P        | Monica Gamba       | Atalanta         | definitivo |
| D        | Roberta D'Adda     | Bardolino Verona | definitivo |
| D        | Carlotta Fagiolini | Olimpia Paitone  | definitivo |
| D        | Viviana Schiavi    | Bardolino Verona | definitivo |
| C        | Venusia Paliotti   | Bardolino Verona | definitivo |
| A        | Valentina Boni     | Bardolino Verona | definitivo |
| A        | Daniela Sabatino   | Reggiana         | definitivo |

|  |

### Sessione invernale
|  |

| Cessioni | Cessioni        | Cessioni | Cessioni   |
| R.       | Nome            | a        | Modalità   |
| -------- | --------------- | -------- | ---------- |
| A        | Rajka Previtali |          | definitivo |

## Risultati

### Serie A

#### Girone di andata
| Arbitro: | Massimo Verga (Bergamo) |

|  |           |                           |
|  | Marcatori | 47’ Camporese 86’ Fuselli |

| Reggio nell'Emilia 9 ottobre 2010 2ª giornata | Reggiana               | 0 – 0 referto | Brescia | \| Arbitro: \| Federico Tita (Latina) \| |
| Arbitro:                                      | Federico Tita (Latina) |               |         |                                          |

| Arbitro: | Diego Provesi (Treviglio) |

|                               |           |                  |
| Sabatino 4’, 62’ Ferrandi 72’ | Marcatori | 66’ Vicchiarello |

| Arbitro: | Arcangelo Vingo (Pisa) |

|  |           |                                |
|  | Marcatori | 4’, 12’, 83’ Sabatino 69’ Boni |

| Arbitro: | Daniel Amabile (Vicenza) |

|                                            |           |  |
| Alborghetti 21’ Sabatino 53’, 88’ Boni 78’ | Marcatori |  |

| Arbitro: | Andrea Moraglia (Verona) |

|  |           |                                                 |
|  | Marcatori | 8’ Alborghetti 56’ Schiavi 58’, 72’ (rig.) Boni |

| Arbitro: | Giorgio Natale Pretalli (Crema) |

|                                         |           |                   |
| Sabatino 46’, 52’ Boni 60’ (rig.), rig’ | Marcatori | 29’, 85’ Marchese |

| Zelarino 11 dicembre 2010 8ª giornata | Venezia 1984            | 0 – 0 referto | Brescia | Stadio Comunale\| Arbitro: \| Tommaso Sattin (Rovigo) \| |
| Arbitro:                              | Tommaso Sattin (Rovigo) |               |         |                                                          |

| Arbitro: | Non disponibile |

|  |           |                        |
|  | Marcatori | 3’ Rodella 70’ Stabile |

| Arbitro: | Luca Candeo (Este) |

|             |           |                       |
| Girelli 62’ | Marcatori | 22’ Sabatino 78’ Boni |

| Arbitro: | Anna Di Nardo (Lodi) |

|              |           |  |
| Ferrandi 42’ | Marcatori |  |

| Arbitro: | Diego Provesi (Treviglio) |

|                                               |           |            |
| Paliotti 25’, 46’ Zizioli 70’ Boni 80’ (rig.) | Marcatori | 22’ Cianci |

| Roma 29 gennaio 2011 13ª giornata | Lazio CF                     | 0 – 0 referto | Brescia | La Borghesiana - Campo C\| Arbitro: \| Vincenzo Fiorini (Frosinone) \| |
| Arbitro:                          | Vincenzo Fiorini (Frosinone) |               |         |                                                                        |

#### Girone di ritorno
| Arbitro: | Gianni Corona (Finale Emilia) |

|            |           |              |
| Parejo 12’ | Marcatori | 52’ Sabatino |

| Arbitro: | Vincenzo Marrazzo (Lecco) |

|                       |           |  |
| Boni 72’ Sabatino 82’ | Marcatori |  |

| Arbitro: | Graziella Pirriatore (Bologna) |

|  |           |                                       |
|  | Marcatori | 30’ Sabatino 75’ Alborghetti 89’ Boni |

| Arbitro: | Davide Oggioni (Monza) |

|                                                                        |           |  |
| Gozzi 2’ Sabatino 8’, 86’ D'Adda 33’ Schiavi 41’ Ferrandi 59’ Boni 90’ | Marcatori |  |

| Arbitro: | Giuseppe Maria Giordano (Lodi) |

|  |           |                           |
|  | Marcatori | 9’ Sabatino 75’ Previtali |

| Arbitro: | Giorgio Natale Pretalli (Crema) |

|                               |           |  |
| Sabatino 1’, 61’ Ferrandi 15’ | Marcatori |  |

| Arbitro: | Nicola Lopreiato (Perugia) |

|  |           |                                    |
|  | Marcatori | 15’ Sabatino 86’ Gozzi 89’ Cernoia |

| Arbitro: | Simone Serani (Monza) |

|                                                    |           |  |
| Ferrandi 2’ Sabatino 37’, 80’ Cernoia 56’ Boni 77’ | Marcatori |  |

| Arbitro: | Sergio Posado (Schio) |

|              |           |             |
| Sorvillo 35’ | Marcatori | 24’ Cernoia |

| Arbitro: | Massimo Verga (Bergamo) |

|               |           |  |
| Boni 11’, 72’ | Marcatori |  |

| Arbitro: | Roberto Basile (Genova) |

|            |           |                        |
| Ponzio 23’ | Marcatori | 31’, 33’, 80’ Sabatino |

| Arbitro: | Alfio La Vaccara (Acireale) |

|  |           |              |
|  | Marcatori | 71’ Sabatino |

| Arbitro: | Vincenzo Marrazzo (Lecco) |

|  |           |             |
|  | Marcatori | 55’ De Luca |

### Coppa Italia

#### Terzo turno
| Arbitro: | Non disponibile |

|                     |           |                                                           |
| Cama 9’ Adegoke 18’ | Marcatori | 10’ Sabatino 14’ Boni 68’ Loseto 78’ D'Adda 90’ Paganotti |

#### Ottavi di finale
| Arbitro: | Matteo Bolsi (Parma) |

|                           |           |                       |
| Boni 25’, 75’ Cernoia 65’ | Marcatori | 16’ Ricco 28’ Tarenzi |

#### Quarti di finale
| Sassari 22 dicembre 2010, ore 14:30 (CET) Andata | Torres                  | 0 – 0 referto | Brescia | Stadio Vanni Sanna\| Arbitro: \| Giovanni Verola (Olbia) \| |
| Arbitro:                                         | Giovanni Verola (Olbia) |               |         |                                                             |

| Arbitro: | Michela Grotto (Schio) |

|  |           |                                           |
|  | Marcatori | 21’ Fuselli 45’, 70’ Camporese 81’ Panico |

## Statistiche

### Statistiche di squadra
| Competizione | Punti | In casa | In casa | In casa | In casa | In casa | In casa | In trasferta | In trasferta | In trasferta | In trasferta | In trasferta | In trasferta | Totale | Totale | Totale | Totale | Totale | Totale | DR  |
| Competizione | Punti | G       | V       | N       | P       | Gf      | Gs      | G            | V            | N            | P            | Gf           | Gs           | G      | V      | N      | P      | Gf     | Gs     | DR  |
| ------------ | ----- | ------- | ------- | ------- | ------- | ------- | ------- | ------------ | ------------ | ------------ | ------------ | ------------ | ------------ | ------ | ------ | ------ | ------ | ------ | ------ | --- |
| Serie A      | 59    | 13      | 10      | 0       | 3       | 35      | 9       | 13           | 8            | 5            | 0            | 24           | 4            | 26     | 18     | 5      | 3      | 59     | 13     | +46 |
| Coppa Italia | -     | 2       | 1       | 0       | 1       | 3       | 6       | 2            | 1            | 1            | 0            | 5            | 2            | 4      | 2      | 1      | 1      | 8      | 8      | 0   |
| Totale       | -     | 15      | 11      | 0       | 4       | 38      | 15      | 15           | 9            | 6            | 0            | 29           | 6            | 30     | 20     | 6      | 4      | 67     | 21     | +46 |

### Statistiche delle giocatrici
| Giocatore | Serie A  | Serie A | Serie A     | Serie A    | Coppa Italia | Coppa Italia | Coppa Italia | Coppa Italia | Totale   | Totale | Totale      | Totale     |
| Giocatore | Presenze | Reti    | Ammonizioni | Espulsioni | Presenze     | Reti         | Ammonizioni  | Espulsioni   | Presenze | Reti   | Ammonizioni | Espulsioni |
| --------- | -------- | ------- | ----------- | ---------- | ------------ | ------------ | ------------ | ------------ | -------- | ------ | ----------- | ---------- |